# Pseudechiniscus bidenticulatus
Pseudechiniscus bidenticulatus är en djurart som tillhör fylumet trögkrypare, och som beskrevs av Bartos 1963. Pseudechiniscus bidenticulatus ingår i släktet Pseudechiniscus och familjen Echiniscidae. Inga underarter finns listade i Catalogue of Life.